# Nova Iriansyah
Nova Iriansyah (sinh ngày 22 tháng 11 năm 1963) là một kiến trúc sư và chính trị gia người Indonesia, ông giữ chức Thống đốc tỉnh Aceh, Indonesia từ năm 2020, tuy ông đã nắm quyền thống đốc từ năm 2018. Trước khi trở thành thống đốc, ông là phó thống đốc từ năm 2017–2020 và là thành viên trong Hội đồng Đại diện Nhân dân từ năm 2009 đến năm 2014.

## Đầu đời và giáo dục
Ông sinh ra ở Banda Aceh vào ngày 22 tháng 11 năm 1963. Ban đầu, ông học tại trường Banda Aceh, trước khi gia đình ông chuyển đến Takengon một thời gian. Trong thời gian học tiểu học tại Takengon, ông đã bị đuổi học và phải chuyển đến một trường học khác trong thị trấn. Ông học trung học cơ sở và trung học phổ thông ở Banda Aceh. Sau đó, ông theo học kiến trúc tại trường đại học, tốt nghiệp cử nhân tại Học viện Công nghệ Surabaya năm 1988 và sau đó lấy bằng thạc sĩ tại Học viện Công nghệ Bandung vào năm 1998.

## Sự nghiệp
Sau khi tốt nghiệp, ông dạy kiến trúc tại Đại học Syiah Kuala và trở thành trưởng khoa từ năm 2004 đến năm 2006 cho đến khi ông từ chức để tham gia chính trị khi được bầu vào Đảng Dân chủ. Vào thời điểm từ chức, ông đã giảng dạy kiến trúc được 19 năm. Ngoài công việc thuyết trình, ông còn thành lập một công ty tư vấn kiến trúc để  kiếm thêm thu nhập. Từ năm 2004 đến năm 2008, ông trở thành người đứng đầu chi nhánh tỉnh của Viện Phát triển Dịch vụ Xây dựng, nơi quản lý các công ty xây dựng và là nhà thầu trong giai đoạn tái thiết sau trận sóng thần năm 2004.
Sau cuộc bầu cử năm 2009, ông được bầu làm thành viên của Hội đồng Đại diện Nhân dân với tư cách là thành viên của Đảng Dân chủ, đại diện cho khu vực bầu cử số 1 của Aceh. Ông tranh cử liên danh với Muhammad Nazar trong cuộc bầu cử thống đốc bang Acehnese năm 2012 nhưng không được bầu. Ông đã tranh cử một lần nữa, liên danh với Irwandi Yusuf trong cuộc bầu cử thống đốc Aceh năm 2017 và được bầu thành phó thống đốc vào ngày 5 tháng 7 năm 2017. Do Irwandi Yusuf có liên quan đến một vụ án tham nhũng nên ông đã bị cách chức và Iriansyah lại được bổ nhiệm làm quyền thống đốc vào ngày 9 tháng 7 năm 2018. Ông chính thức trở thành thống đốc vào ngày 5 tháng 11 năm 2020.